# Sfântul Scaun

Steagul Vaticanului și al Sfântului Scaun din 2013 până în prezent

Sfântul Scaun (în latină Sancta Sedes) este un subiect de drept internațional public, care reprezintă Biserica Catolică în relațiile cu statele. Uneori este cunoscut și sub denumirea de Scaun Apostolic dar denumirea aceasta aparține oricărui Scaun stabilit de un apostol, în special cele trei originare (Roma, Alexandria, Antiochia).

## Deosebirea față de Cetatea Vaticanului
Sfântul Scaun trebuie deosebit de Vatican, care este un stat de sine stătător. Suveranul Pontif este atât suveran al Statului Cetății Vaticanului (denumirea oficială a Vaticanului), cât și șef al Sfântului Scaun, care este de asemenea, subiect de drept internațional public.

## Relațiile diplomatice
Sfântul Scaun menține relații cu 176 de state. În afară de state, Sfântul Scaun menține relații diplomatice cu Uniunea Europeană și Ordinul Suveran Militar de Malta. Totodată, Sfântul Scaun menține relații "de o natură specială" cu Rusia și Organizația pentru Eliberarea Palestinei. Sfântul Scaun participă în mai multe organizații interguvernamentale].
Concordatele (tratatele internaționale specifice) sunt încheiate de către Sfântul Scaun în numele Bisericii Catolice, iar nu în numele Statului Cetății Vaticanului. De aceea este greșită formularea "Concordatul cu Vaticanul", căci concordatele se încheie între diferitele state și Sfântul Scaun, ca personificare a Bisericii Catolice.
Sfântul Scaun este observator la Organizația Națiunilor Unite.

## Limba oficială
Limba oficială a Sfântului Scaun este limba latină, iar limbile oficiale ale Cetății Vaticanului sunt latina și italiana.

## Legături externe
- Site oficial